# O Dia em que a Minha Vida Mudou
O Dia em que a Minha Vida Mudou foi uma série de televisão brasileira de comédia infantojuvenil, produzida pela Loma Filmes em parceria com o canal Gloob. Criada por Keka Reis, a obra foi livremente inspirada na duologia literária homônima escrita pela própria autora. A adaptação televisiva contou com roteiro de Reis em colaboração com Thomas Huszar e direção de Pedro Jorge e Thais Medeiros.
A série estreou em 6 de maio de 2024 no Gloob e também na plataforma de streaming Globoplay, e terminou em 1 de agosto de 2025. Conta com Alice Leite, Tefo Mion e Sofia Ghader nos papeis principais.

## Enredo

### 1ª Temporada (2024)
Mia estava tendo um dia normal, até que algo surpreendente aconteceu. Ela recebeu um convite especial de Bereba, um amigo, junto com um chocolate delicioso. Isso desencadeou uma série de eventos engraçados e inesperados. Além de decidir se aceita o convite, Mia precisa lidar com as confusões da pré-adolescência. O dia parecia comum para uma estudante do sexto ano, até que, durante a aula de ciências, Mia recebeu um presente inesperado - um chocolate Pura Magia. Esse chocolate trazia boas lembranças de seu pai, que ela não encontrava há anos. Junto com o chocolate veio um bilhete de Bereba: “Quer sentar do meu lado hoje na perua?”, com a letra dele! Agora, Mia se pergunta: eles eram apenas amigos, não é? Por que as coisas estavam ficando estranhas de repente? Com todos usando celulares o tempo todo e os adultos querendo ter conversas sérias, Mia se vê tentando entender como lidar com essas mudanças e decidir o que fazer com o convite de Bereba.

### 2ª Temporada (2025)
Mia, agora um pouco mais crescida está tentando sobreviver ao turbilhão de emoções que é ser pré-adolescente. Longe da mãe pela primeira vez, ela embarca em uma excursão escolar que promete ser tudo, menos tranquila. Entre tretas, paixões, músicas rimadas e brincadeiras malucas, Mia também precisa lidar com a pressão dos colegas para dar o primeiro beijo no Bereba, seu namorado com N maiúsculo. Enquanto isso, do outro lado, sua mãe passa por mudanças próprias e um novo relacionamento que também impacta a dinâmica familiar. Os novos episódios exploram temas importantes como menstruação, transformações hormonais, amadurecimento emocional e a complexidade das relações entre mãe e filha.

## Produção
A produção de O Dia em que a Minha Vida Mudou iniciou-se em meados de 2023, com as gravações acontecendo em São Paulo. A série foi produzida pela Loma Filmes em parceria com o canal infantil Gloob, pertencente ao Grupo Globo, sob a direção de Thaís Medeiros e Pedro Jorge, e com roteiro de Keka Reis em colaboração com Thomas Huszar.
A obra marca a estreia de Tefo Mion, filho do apresentador Marcos Mion e da designer Suzana Gullo, em uma série de televisão. No elenco, Tefo interpreta o personagem Bereba, melhor amigo da protagonista Mia, vivida pela atriz Alice Leite. A adaptação é livremente inspirada na duologia literária escrita por Keka Reis, com elementos novos adicionados ao formato visual, uso de flashbacks e influência da estética de redes sociais como parte da narrativa dramática.

### Exibição
A série estreou em 6 de maio de 2024 no Gloob, exibida de segunda a sexta às 18h45, marcando o evento em São Paulo com a presença da família Mion e da equipe da série. Tendo 10 episódios da primeira temporada.
A segunda temporada estreou em 21 de julho de 2025 no Gloob, mantendo o horário das 18h45 nas exibições diárias de segunda a sexta. Esta temporada apresenta novos elementos, como a ambientação majoritária dentro de um ônibus cenográfico, com os personagens lidando com temas como menstruação, primeiros relacionamentos e amadurecimento emocional, refletindo a nova fase da pré-adolescência da protagonista Mia (Alice Leite).